# Unchon
Unchon (Hán Việt: Ngân Tuyền là một huyện thuộc tỉnh Hwanghae Nam tại Cộng hòa Dân chủ Nhân dân Triều Tiên. Huyện giáp cửa sông Đại Đồng tại Hoàng Hải ở phía bắc, Unryul ở phía tây, Anak ở phía nam, Hwangju của tỉnh Hwanghae Bắc ở phía đông. Năm 2008, dân số toàn huyện là 95.597 người (44.864 nam và 50.733 nữ), trong đó, dân số thành thị là 20.164 người (21,1%) và dân số nông thôn là 75.433 người (78,9%).